# Cnezatul Serbiei
Cnezatul Serbiei sau Serbia moravă (în sârbă Моравска Србија, cu alfabetul latin: Moravska Srbija) a fost un cnezat înființat în secolul XIV în urma prăbușirii Țaratului Sârb. Cnezatul a fost guvernat de cneazul Lazăr Hrebeljanovici, care a murit în 1389 pe Câmpia Mierlei.